# Richard Parkes Bonington
Richard Parkes Bonington, född den 25 oktober 1801, död den 23 september 1828, var en engelsk konstnär, verksam i Frankrike.
Bonington kom tidigt till Paris och besökte Antoine Jean Gros ateljé och tog även intryck av Eugène Delacroix men utbildade sig självständigt till landskapsmålare. Han väckte tillsammans med John Constable stor uppmärksamhet på utställningarna 1822 och 1824 samt blev genom sin friska, i ljusa toner fint stämda, landskapskonst en föregångsman för det "intima" landskapsmåleriet i Frankrike och förebådade Barbizonskolan.
Boningtons tavlor, främst landskap i olja och akvarell med motiv från Frankrike, Storbritannien och Venedig men även historiebilder och porträtt, finns främst i Londons samlingar, särskilt Wallace Collection, samt på Louvren. På Nationalmuseum i Stockholm finns två skissartade målningar av Bonington, Tintoretto målande sin dotter och Odalisk. Bonington var även framstående som litograf.